# Будинок на вулиці Саксаганського, 12 (Київ)
Будинок на вулиці Саксаганського, 12 — житловий будинок, пам'ятка архітектури та мистецтва, охоронний № 3503-Кв (старий охоронний № 197). Розташований у Печерському районі міста Києва, на вулиці Саксаганського.

## Опис
Будинок зведений у 1910—1913 роках як прибутковий на замовлення домовласника Ш. Паїна, у стилі модерн з елементами неокласицизму, і значно відрізняється від сусідніх будинків широким використанням скульптурного декору. Автором проекту став київський архітектор Федір Олтаржевський.
Будинок цегляний, тинькований, Т-подібний у плані, розташований на червоній лінії забудови. Має шість поверхів і мансарду, перекриття пласкі, дах двосхилий, з бляшаним покриттям.
Головний фасад трьохосьовий, симетричний, вертикально розчленований, має 14 вікон. Центральну вісь утворюють здвоєні тригранні еркери, що охоплюють другий — п'ятий поверхи, в цих еркерах при первісному плануванні будинку розташовувалися кабінети квартир. Зверху еркери завершуються високим, округлим, дещо приплющеним аттиком, верхня частина якого прикрашена горельєфом, стилізованим під античність — характерним елементом київського модерну. Горельєф зображує алегоричну сцену, в центрі якої стоїть богиня із голубом у руці (ймовірно — Гестія, римська богиня-покровителька домашнього вогнища), праворуч від неї — група людей, що схилилися у молитві над запаленим жертовником або ж родинним вогнищем, ліворуч — доволі карикатурне зображення чоловіка-воїна зі щитом і списом в руках (імовірно — бога Марса), який втікає від Гестії. Найімовірніше, горельєф символізує мир, злагоду і добробут, уславлює родинний затишок, стверджує перемогу сімейної гармонії над агресією і войовничістю. Вікна еркера на п'ятому поверсі прикрашені напівколонами тосканського ордера, підвіконні тафлі — гірляндами. Між вікнами третього і четвертого поверхів розташовані багатофігурні рельєфні композиції (по три на кожний еркер), що відтворюють античні сцени побуту та відпочинку. Еркери другого поверху прикрашені знизу рослинним орнаментом із геометризованих квіткових розеток, пелюстки яких стилізовані під листя каштанів. Унизу еркери підтримуються вишуканими консолями у вигляді букетів маку. Під еркером первісно розташовувалися двоє вхідних парадних дверей, пізніше ліві з них замурували.
З обох боків головний фасад фланкований ризалітами, що завершуються напівкруглими аттиками, у яких розташовані мансарди із напівкруглими вікнами. Під правим ризалітом знаходиться арковий проїзд на подвір'я будинку, склепіння під'їзду частково орнаментовано.
Чітке вертикальне розчленування головного фасаду посилюється двома вертикальними рядами балконів із металевими кованими ґратами. Вікна прості, прямокутні, над- і підвіконні простори прикрашені орнаментальними вставками-панно із геометризованими рослинними та абстрактними орнаментами у стилі модерну або класицистичними елементами (гірлянди, іоніки, перлини тощо).
Площина стін має різноманітну фактуру — від мурування до тиньку, а також вельми яскраве кольорове рішення: перший поверх і вертикальні осі фасаду підкреслені червоним кольором, горизонтальні — бузково-сірим, рельєфні елементи — світло-сірим.
На поздовжній осі будинку розміщено вестибюль, ліфт, парадні і чорні сходи.

## Флігель
До складу садиби також входить флігель під № 12-а, який не має архітектурної цінності. У липні 2014 року тут відкрилося Олександрівське подвір'я, представництво однойменного подвір'я в Єрусалимі, яке належить російському Імператорському Православному Палестинському Товариству. При подвір'ї веде свою діяльність Єрусалимське Свято-Єлисаветинське сестринство милосердя, у 2015 році тут створили домову церкву святої Єлизавети.

## Галерея

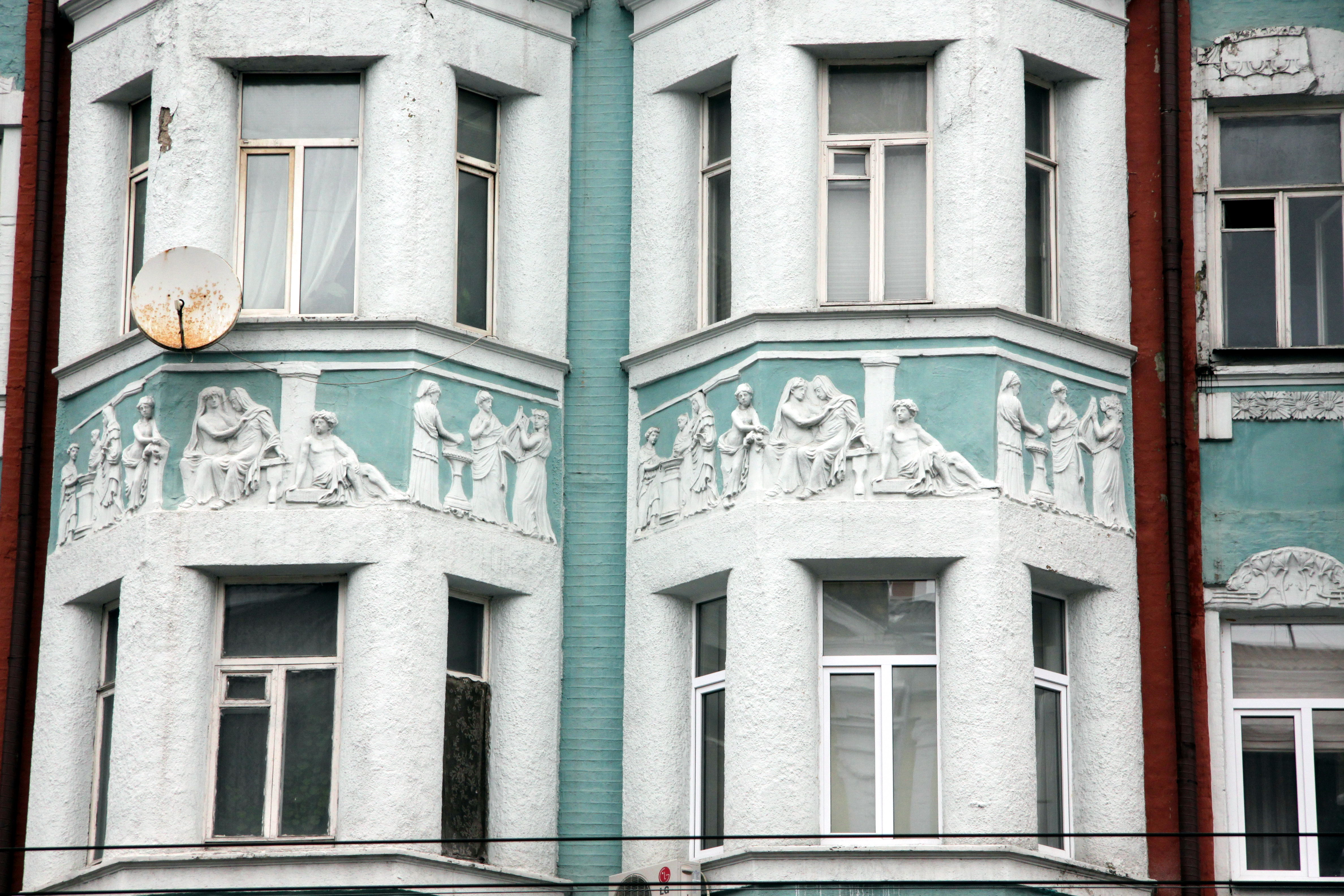
Рельєфні панно між вікнами третього і четвертого поверхів
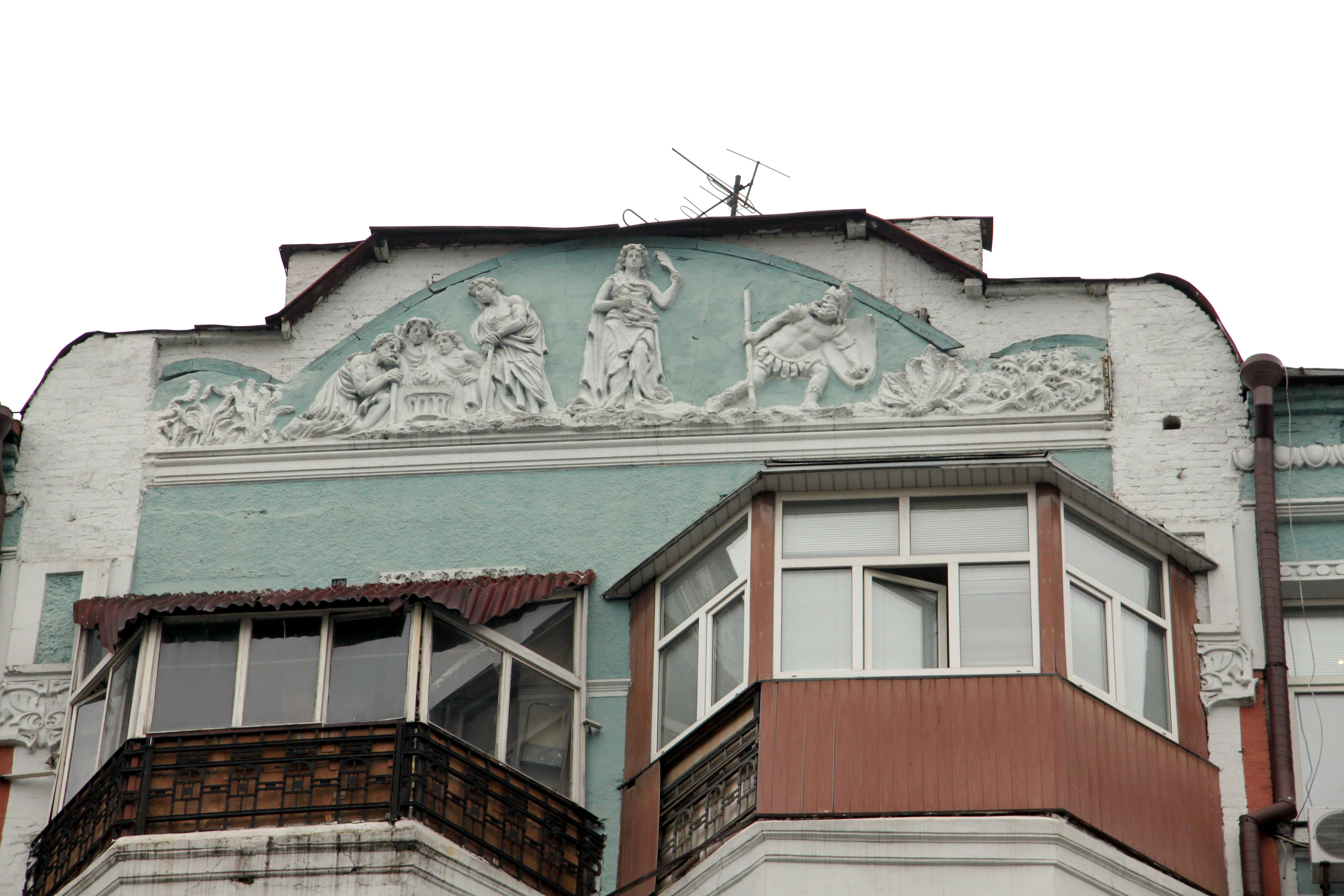
Горельєф із Гестією і Марсом